# Kapince
Kapince (in ungherese Káp) è un comune della Slovacchia facente parte del distretto di Nitra, nella regione omonima.